# Universitaire Ziekenhuizen KU Leuven
De Universitaire Ziekenhuizen KU Leuven (UZ Leuven) zijn een Belgisch katholiek academisch ziekenhuis in Leuven verbonden aan en deel uitmakend van de rechtspersoonlijkheid van de Katholieke Universiteit Leuven. De voornaamste campus van UZ Leuven bevindt zich sinds 1972 in de wijk Gasthuisberg. Tegenwoordig is de naam Gasthuisberg vrijwel synoniem geworden met het ziekenhuis. De campussen Sint-Pieter, Sint-Rafaël en Pellenberg behoren ook tot UZ Leuven.
Campus Gasthuisberg is het grootste universitaire ziekenhuis van België en er wordt nog constant bijgebouwd. In 2023 waren er 776.311 raadplegingen, 72.432 spoedgevallen en 268.592 patiëntentransporten. Verder 53.553 opnames, 131.697 dagopnames, 2.454 bevallingen, 57.920 chirurgische ingrepen, 385 orgaantransplantaties en 16 miljoen laboratoriumonderzoeken. Er zijn 1.949 bedden en 9.981 personeelsleden, samengesteld uit 1.876 artsen, 2.998 verpleeg- en vroedkundigen, 2.305 paramedici en ondersteunende zorgfuncties en 2.802 personen in ondersteunende functies. Het ziekenhuis is zo uitgebreid dat het vaak een stad genoemd wordt. Het huisvest dan ook een politiekantoor, winkel, winkelautomaat, ziekenhuisschool, bibliotheek, personeelsfitness, gebedsruimtes en bankautomaten.
Bekende wetenschappers die anno 2022 verbonden met het Universitair Ziekenhuis Leuven zijn onder anderen Jean-Jacques Cassiman, Désiré Collen, Peter Carmeliet, Catherine Verfaillie, Bart De Strooper en Marc Van Ranst.

## Historisch overzicht
- 1080: Het Sint-Pietersziekenhuis wordt gesticht.
- 1426: Het praktisch geneeskundig onderwijs voor de Faculteit Geneeskunde van de Oude Universiteit Leuven wordt in het Sint Pietersziekenhuis georganiseerd.
- 1836: De Stad Leuven en de nieuwgestichte Katholieke Universiteit beslissen over te gaan tot de bouw van een nieuw Sint-Pietersziekenhuis met 8 grote zalen van elk 22 bedden.
- 1928: De Universiteit bouwt een eigen medische campus St.-Rafaël aan de overzijde van de Dijle, tegenaan de beek de Voer, in de straat Kapucijnenvoer. Hiermee wordt UZ Leuven officieel ingehuldigd.
- 1928: Het "Kankerinstituut" wordt als eerste in gebruik genomen. Later volgen een heelkundige kliniek, een kraamkliniek en kliniek voor inwendige ziekten.
- 1933: Ook een pediatrische kliniek wordt in gebruik genomen.
- 1945: Na de Tweede Wereldoorlog beslissen de Commissie van Openbare Onderstand en de Universiteit een nieuw ziekenhuis te bouwen. Het oude werd immers gedeeltelijk vernield gedurende de bezetting.
- 1958: In Pellenberg wordt het sanatorium Sint-Barbara in gebruik genomen, voor de bestrijding van tuberculose. Later wordt hier naast enkele specifieke inwendige disciplines (reumatologie, pneumologie) eveneens de orthopedische zorgverlening uitgebouwd.
- 1970: De splitsing van de Leuvense universiteit brengt met zich mee dat voor de kersverse autonome Faculteit voor Geneeskunde een passend geïntegreerd universitair ziekenhuis moest worden uitgebouwd, zowel fysiek als qua organisatiestructuur. Tot 1970 functioneren al de instellingen veeleer los van elkaar en is de medische zorgverlening niet steeds op elkaar afgestemd.
- 1971: Een heuvelkam gekend als Gasthuisberg blijkt de ideale plaats voor een volledig nieuwe medische campus met ziekenhuis en onderwijsaccommodatie.
- 1975: De eerste fase van Gasthuisberg omvat het kinderziekenhuis en wordt in gebruik genomen.
- 1980: In fase II wordt het ziekenhuis uitgebreid tot 915 bedden, met hierin de diensten gynaecologie-verloskunde, de spoedgevallenafdeling, enkele diensten van inwendige geneeskunde en van heelkunde.
- 1989: Eerstesteenlegging voor fase III vindt plaats. Bepaalde functies vanuit Pellenberg, alsook de nog resterende afdelingen uit Sint Rafaël worden overgebracht naar Gasthuisberg. Een laboratoriumcomplex en het Centrum voor Menselijke Erfelijkheid worden definitief gehuisvest.
- 2001: Op dit ogenblik zijn er in het kader van de verdere masterplanning besprekingen met de overheid om de overblijvende activiteit hospitalisatie (en raadpleging) uit UZ Sint Pieter te lokaliseren op Gasthuisberg in een fase IV-project.
- 2007: Het Masterplan campus Gasthuisberg wordt uitgevoerd. De activiteiten worden geconcentreerd op campus Gasthuisberg.
- 2018: Fase V - het ambulante centrum wordt geopend.
- 2019: Inhuldiging van het nieuwe gebouw voor vrouw, kind en erfelijkheid, opening palliatieve zorgeenheid, erkenning als Europees opleidingscentrum voor lever- en niertransplantatie en de verdere afbouw van de campussen Sint-Pieter en Pellenberg met verhuis naar Gasthuisberg.
- 2020: Opening van PARTICLE, het eerste Belgische protontherapiecentrum.

## Afdelingen
Het UZ Leuven biedt de volgende medische diensten aan:
- Algemene Medische Oncologie
- Anesthesiologie
- Centrum Erfelijke Hartziekten
- Centrum Klinische Farmacologie
- Centrum Menselijke Erfelijkheid
- Centrum metabole ziekten
- Chirurgisch Dagcentrum
- Dermatologie
- Forensische Geneeskunde
- Fysische Geneeskunde en Revalidatie
- Heelkunde
  - Abdominale Heelkunde
  - Abdominale Transplantatiechirurgie
  - Cardiale Heelkunde
  - Diabetesvoetkliniek
  - Multidisciplinair Centrum Craniomaxillofaciale Heelkunde
  - Neurochirurgie
  - Oncologische Heelkunde
  - Orthopedie
  - Plastische, Reconstructieve en Esthetische Chirurgie
  - Thoraxheelkunde
  - Traumatologische Heelkunde
  - Urologie
  - Vaatheelkunde
- IT
  - Patiëntgebonden toepassingen
  - Logistieke toepassingen
  - Systeembeheer & Ondersteuning (S&O)
    - IT Helpdesk
    - Front End Team (Fret)
    - Special application Squad (SAS)
    - Back End Team (BET)
- Intensieve Geneeskunde
- Interne Geneeskunde
  - Algemene Interne Geneeskunde
  - Bloedings- en Vaatziekten
  - Allergie
  - Cardiologie
  - Endocrinologie
  - Endoscopie
  - Geriatrie
  - Hematologie
  - Lever-Galblaas-Pancreas
  - Maag-Darmziekten
  - Nefrologie
  - Pneumologie
  - Reumatologie
- Kindergeneeskunde
  - Neonatologie
- Laboratoriumgeneeskunde
- Leuvens Kankerinstituut (LKI)
- Leuvens Universitair Centrum voor Kankerpreventie
- Leuvens Universitair Fertiliteitscentrum
- Mond-, kaak- en aangezichtschirurgie
- Multidisciplinair Borstcentrum
- Multidisciplinair Pijncentrum
- Multidisciplinair Centrum voor Slaapmonitoring
- Neurologie
- Neus-Keel-Oorziekten, Gelaat- en Halschirurgie
- Nucleaire Geneeskunde
- Oogziekten
  - Universitair Lasercentrum Leuven
- Pathologische Ontleedkunde
- Psychiatrie
- Radiologie
  - LUCMFR
- Radiotherapie
- Spoedgevallen
- Tandheelkunde
- Verloskunde-Gynaecologie
- Zorgcentrum na Seksueel Geweld

## Accreditatie
In 2010 behaalde het UZ Leuven voor het eerst de internationale accreditering door de Joint Commission International (JCI). Eind 2019 werd de accreditatie voor de vierde keer vernieuwd, en behaalde het ziekenhuis daarnaast ook de certificering door het JCI voor drie van zijn zorgprogramma's: polytrauma's, beroertezorg en wervelkolomproblemen.

## Trivia
- Vanaf het najaar van 2016 tot het najaar van 2019 was de televisiereeks Spoed 24/7 te zien op Eén. Deze bracht het werk op de spoedgevallendienst van het UZ in beeld.[4]
- In december 2019 huurde de sultan van Oman, Qaboes bin Said Al Said, een Leuvens sterrenhotel volledig af voor ongeveer twee maanden om een behandeling in het UZ Leuven te volgen.[5]